# 心叶秋海棠
心叶秋海棠（学名：Begonia labordei）是秋海棠科秋海棠属的植物。分布在 缅甸北部、缅甸以及中国大陆的云南、四川、贵州等地，生长于海拔850米至3,000米的地区，常生于山坡了阴湿处的岩石上、沟边杂木林中、山坡常绿阔叶林下岩石上、杂木林内箐边岩石上以以及山坡湿地岩石缝，目前已由人工引种栽培。

## 别名
俅江秋海棠（云南种子植物名录）